# Alfred-Jean Broquelet
Alfred Jean Marie Broquelet, né à Abbeville le 25 mars 1861 et mort le 12 juin 1957, est un graveur, lithographe, peintre et écrivain français.

## Biographie
Inspecteur de l'enseignement technique, expert près le tribunal civil de la Seine et directeur des cours de l'École professionnelle de la maroquinerie et des articles de voyage, élève de William Bouguereau, de Robert Fleury et de Paul Maurou, il expose dès 1894 au Salon des artistes français où il obtient en 1900 la médaille d'argent, date à laquelle il est placé en hors-concours.
Il fut le secrétaire de la Société des artistes lithographes français aux côtés de Maurou.
Il est nommé officier de la Légion d'honneur en mai 1946.
Jean Laran et Jean Adhémar font mention de son fils et élève Georges Charles Jean Broquelet dont ils relèvent deux lithographies sur des endroits pittoresques de Rouen.

## Publications
- Traité de l'art du cuir. Maroquinerie. Cuir d'art, Garnier frères, 1907
- Manuel complet de l'imprimeur-lithographe à la presse à bras et à la machine, Garnier frères, 1908
- L'Art appliqué à l'industrie, Garnier frères, 1909
- Guide complet de l'étranger dans Paris. Versailles. Saint-Denis. Monuments. Musées, établissements publics, théâtres, etc, Garnier frères, 1909
- Nos cathédrales, préface de Maurice Barrès, Garnier frères, 1912
- Nos Églises, préface de Denys Cochin, Garnier frères, 1914
- Nos abbayes, préface d'Henry Bordeaux, Garnier, 1921
- Manuel du fabricant de jouets, J.-B. Baillière et fils, 1922
- Nos Châteaux, Garnier frères, 1924
- À travers nos provinces : Provence et Languedoc (préf. G. Lenotre), Paris, Librairie Garnier et frères, 1928, X-297 p. (lire en ligne)
- L'Art de la gravure et les artistes septentrionaux, Société septentrionale de gravure, 1929
- A travers nos provinces. De la Vendée aux Pyrénées-Orientales, Garnier frères, 1930
- Dorure-encadrement. Technique des différents genres de gravure. Comment reconnaître les fausses estampes et les faux papiers, J.-B. Baillière et fils, 1930